# 国道117号

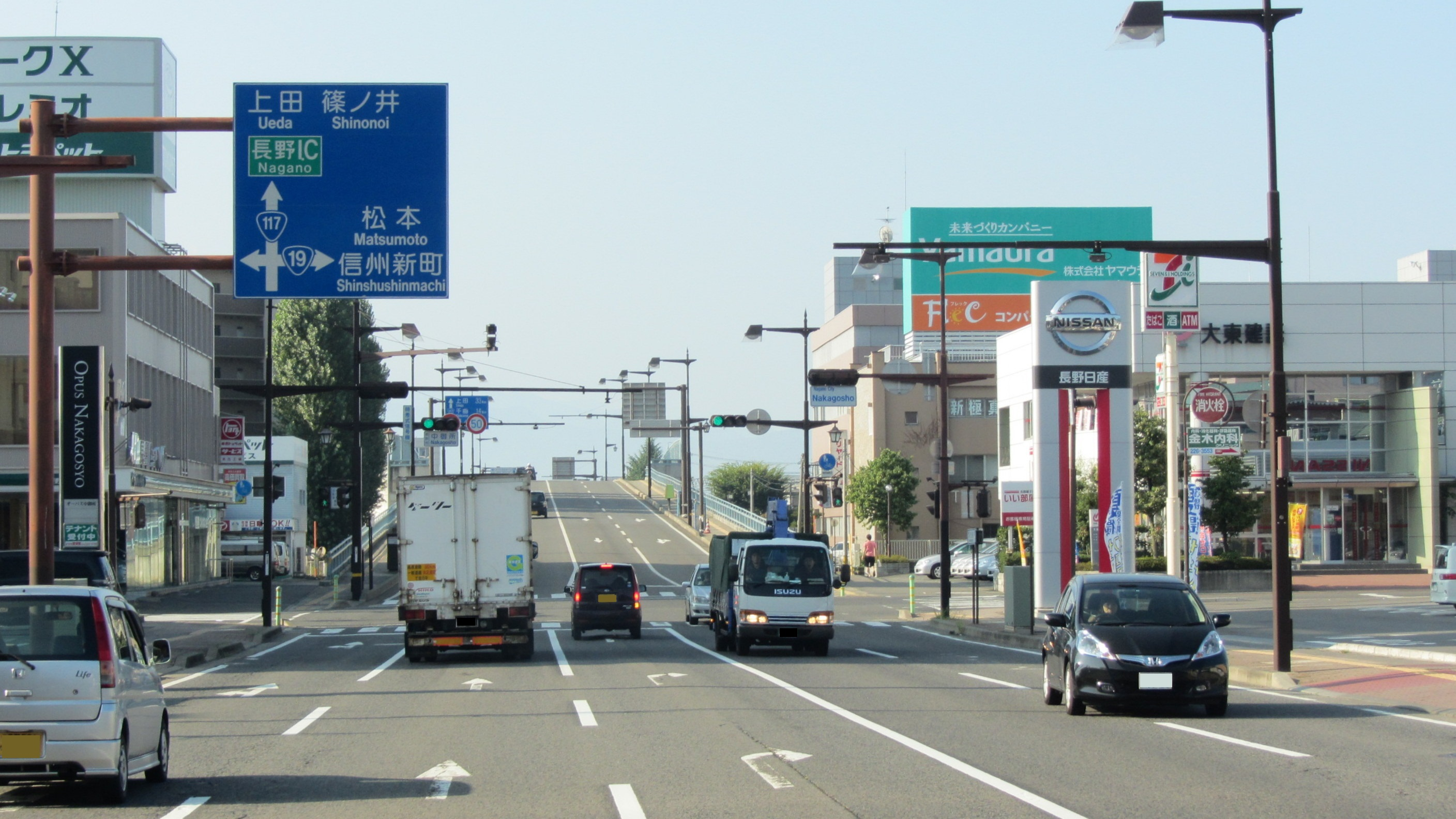
国道117号起点
長野県長野市 中御所交差点

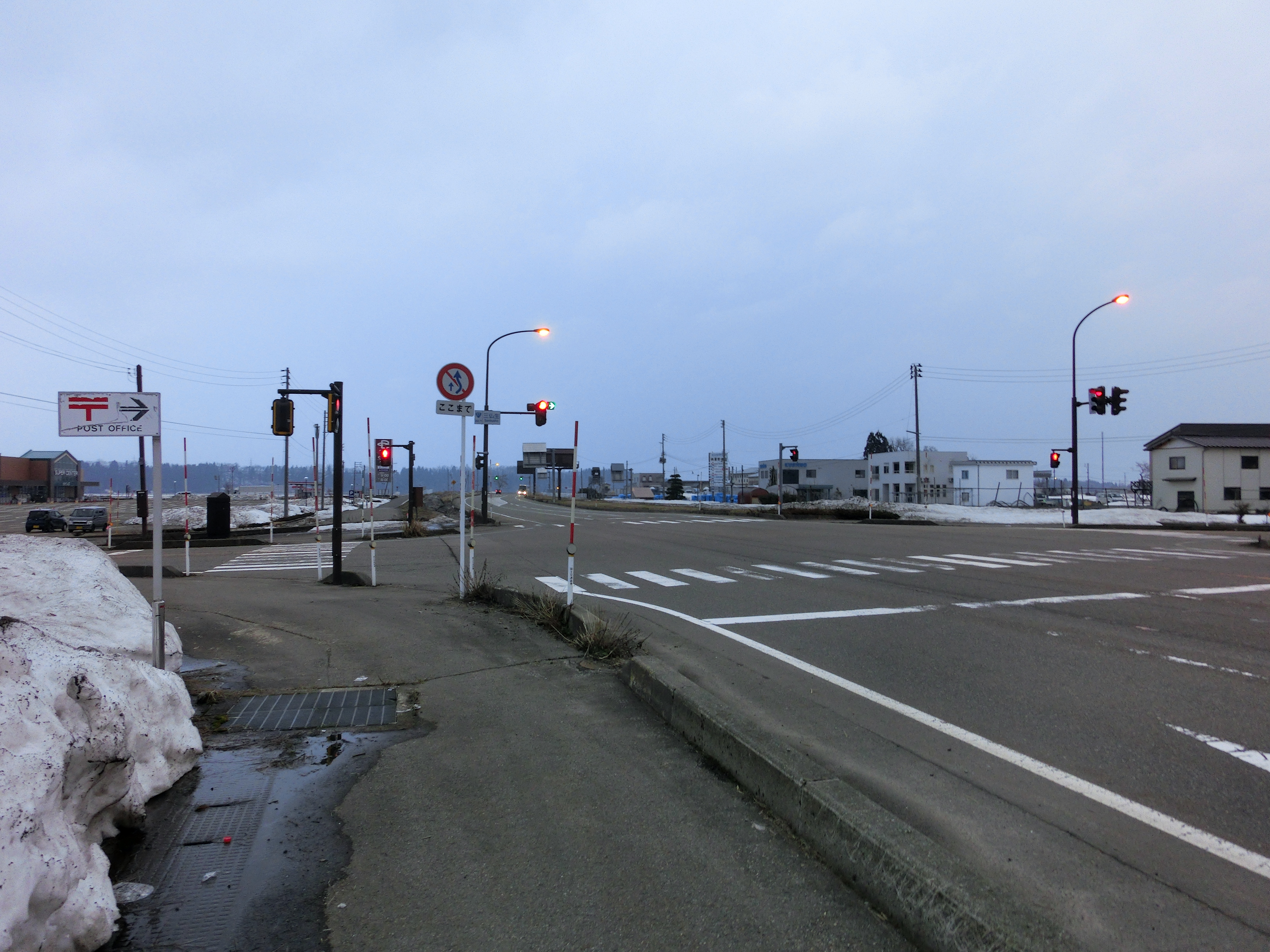
国道117号終点
新潟県小千谷市 三仏生交差点

国道117号（こくどう117ごう）は、長野県長野市から新潟県小千谷市に至る一般国道である。

## 概要
国道18号と並んで長野県北信地方と新潟県を結ぶ主要ルートの一つであり、こちらは大部分を千曲川・信濃川、JR東日本飯山線と並行している。国道18号との重複区間が指定区間となっている。

### 路線データ
一般国道の路線を指定する政令に基づく起終点および重要な経過地は次のとおり。
- 起点：長野市（中御所交差点 = 国道19号交点）
- 終点：小千谷市（三仏生交差点 = 国道17号交点、国道351号終点、国道403号上）
- 重要な経過地：飯山市、新潟県中魚沼郡津南町、同郡中里村[注釈 2]、十日町市
- 総延長 : 123.3 km（新潟県 53.7 km、長野県 69.6 km）重用延長を含む[2][注釈 3]
- 重用延長 : 17.1 km（新潟県 - km、長野県 17.1 km）[2][注釈 3]
- 未供用延長 : なし[2][注釈 3]
- 実延長 : 106.2 km（新潟県 53.7 km、長野県 52.5 km）[2][注釈 3]
  - 現道 : 100.5 km（新潟県 53.7 km、長野県 46.8 km）[2][注釈 3]
  - 旧道 : 0.7 km（新潟県 - km、長野県 0.7 km）[2][注釈 3]
  - 新道 : 5.0 km（新潟県 - km、長野県 5.0 km）[2][注釈 3]
- 指定区間：国道18号と重複する区間（長野県長野市・大塚交差点 - 浅野交差点）[3]

## 歴史
- 1920年（大正9年） - 同年施行の旧道路法に基づき、国道10号「東京市より秋田県庁所在地に達する路線」（現17号、18号、117号、8号経由）に指定される。
- 1952年（昭和27年）12月4日 - 新道路法施行によりいったん国道から外される。
- 1953年（昭和28年）5月18日 - 二級国道117号長野小千谷線（長野市 - 新潟県北魚沼郡小千谷町[注釈 4]）として再び国道に指定される[4]。
- 1965年（昭和40年）4月1日 - 道路法改正により一級・二級区分が廃止されて一般国道117号として指定施行[1]。
- 2001年（平成13年）11月30日 - 西小千谷バイパスが全線開通。
- 2010年（平成22年）2月26日 - 青木島拡幅が全線開通[5]。
- 2011年（平成23年）10月15日 - 大倉バイパスが開通。
- 2016年（平成28年）
  - 10月21日 - 替佐〜静間バイパスが全線開通。
  - 11月14日 - 千谷バイパスが全線開通。

## 路線状況

### 道路の通称名
- 県庁通り（起点近辺の単独区間）
- アップルライン（国道18号重複）
- 飯山街道

### バイパス・道路改良
長野県

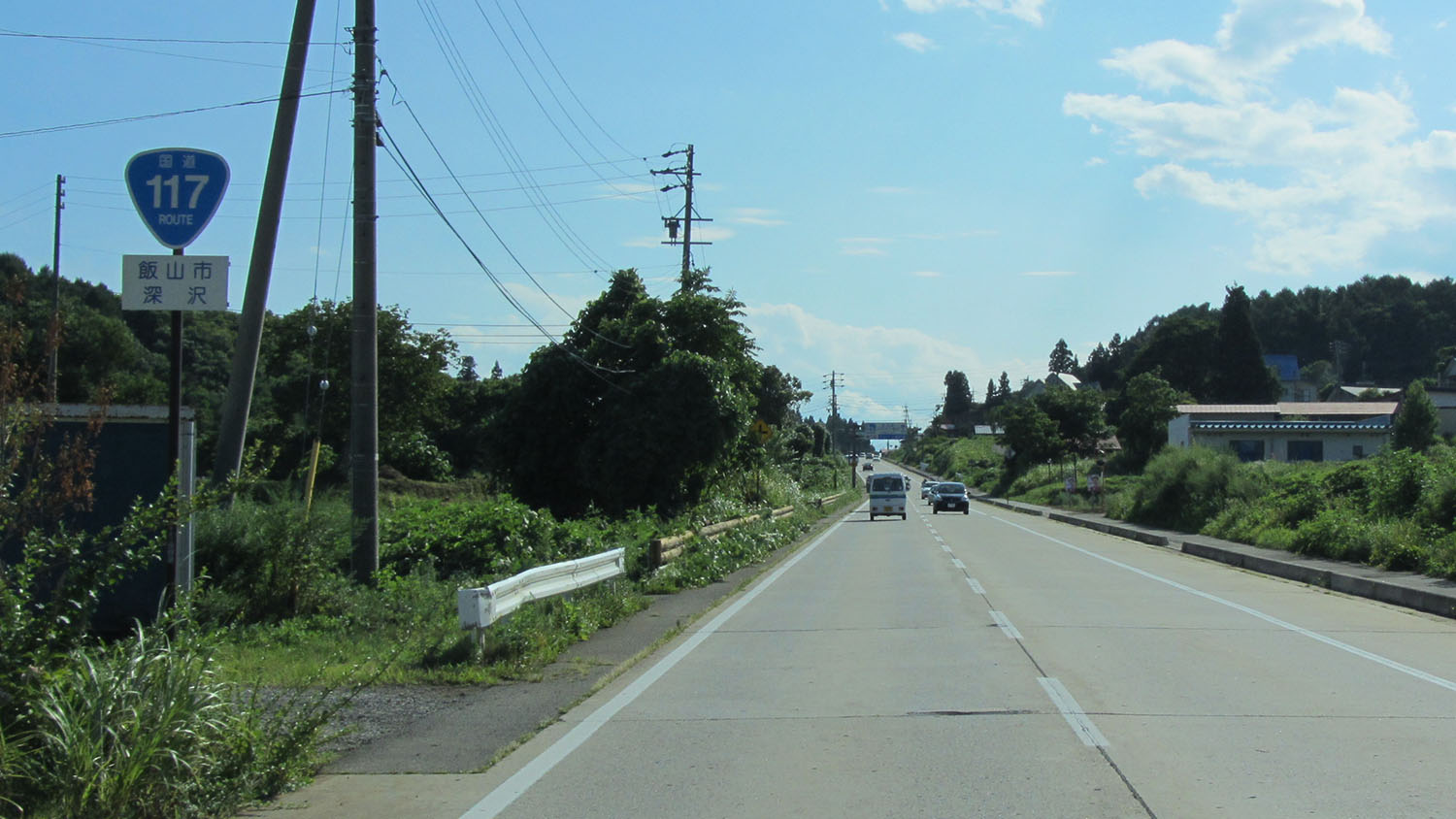
替佐〜静間バイパス
長野県飯山市大字蓮

- ルート変更区間（長野市中御所三丁目 - 長野市青木島町大塚）

青木島拡幅
青木島拡幅は長野市青木島 - 下氷鉋間延長0.8 kmの拡幅事業である。
この区間は交通量が多く、2005年（平成17年）に渋滞損失時間が、県内919区間中第3位になるなど、顕著な渋滞地点になっていた。そのため、交通渋滞解消と、上信越自動車道長野ICへのアクセス向上を目的に3車線から4車線への拡幅が事業化された。2010年（平成22年）2月26日に全線開通した。
- 篠ノ井バイパス（国道18号・長野市青木島町大塚 - 同市大字稲葉）
- 長野バイパス（国道18号・長野市若里 - 同市豊野町浅野）
- （長野市豊野町蟹沢）

替佐〜静間バイパス
替佐〜静間バイパス（かえさ〜しずまバイパス）は、中野市大字豊津字東川端 - 飯山市大字蓮字北原に至る延長7.69 kmのバイパス道路である。現道の幅員狭小・線形不良区間の解消および上信越自動車道豊田飯山ICへのアクセス、国道292号の混雑解消を目的に建設された。1997年（平成9年）9月26日に豊田飯山ICから飯山市へのアクセスを目的に終点側の4.55 kmが開通した。2016年（平成28年）10月21日に残区間が開通し、全線開通した。本整備にあたって、中野市内では、土地収用が行われた。
- 設計速度 - 50 km/h
- 幅員 - 12.75 m（完成2車線・片側歩道・車道幅員3.25 m）

- （中野市大字豊津 - 飯山市大字蓮）
- 飯山バイパス（飯山市大字静間 - 同市大字飯山）
- 小沼湯滝バイパス（飯山市大字飯山 - 同市大字瑞穂豊）
- 市川バイパス（飯山市大字瑞穂豊 - 下水内郡栄村大字豊栄）
- 栄道路（下水内郡栄村大字豊栄 - 同村大字北信）

新潟県
灰雨改良
灰雨改良（はいざめかいりょう）は、中魚沼郡津南町上郷大井平から同町赤沢に至る延長1.18 kmのバイパス道路である。大倉バイパス供用以降本路線で新潟県内唯一の幅員狭小区間であり、線形不良や崩土の堆積などの問題を抱える灰雨スノーシェッドを新トンネルにより通過すべく、2016年（平成28年）に事業着手された。
大倉バイパス
大倉バイパス（おおくらバイパス）は、中魚沼郡津南町芦ヶ崎地内の延長1.34 kmのバイパス道路である。現道の老朽化著しく、幅員狭小、線形不良である大倉スノーシェッドの区間を解消するために建設された。バイパスは885 mの大倉トンネルをもって現区間を通過することとし、1999年（平成11年）に事業着手し、2011年（平成23年）10月15日に開通した。
西小千谷バイパス
西小千谷バイパス（にしおぢやバイパス）は、小千谷市大字山本（山本交差点）から同市桜町（桜町交差点）に至る延長3.050 kmのバイパス道路である。小千谷都市計画道路3・4・3西小千谷環状線の一部として小千谷市街地における環状道路の一部を形成し、市街地から通過交通の排除による渋滞緩和と地域間交流や地域経済活性化を目的として1987年（昭和62年）に事業着手し、2001年（平成13年）11月30日に全線が完成供用した。西小千谷バイパスの終点側で連続して環状道路の一部を形成する桜町交差点（国道291号旧道交点）から千谷バイパス起点の千谷川四交差点は、市道として建設ののち国道に編入され、2009年（平成21年）4月1日に旧道の国道指定が解除された。なお、同区間は国道351号および一部が国道403号の重複区間となっている。
- 開通状況：山本交差点 -（1993年12月）- 上ノ山四交差点 -（1999年12月）- 上村交差点 -（2001年11月）- 若葉1丁目 -（1997年12月）- 桜町交差点
- 旧道：山本交差点 - 本町二交差点 - 元町交差点 - 千谷川四交差点

千谷バイパス
千谷バイパス（ちやバイパス）は、小千谷市千谷川4丁目（千谷川四交差点）から同市大字千谷（三仏生交差点）に至る延長1.790 kmのバイパス道路である。交通の円滑化や千谷工業団地への交通利便性向上などを目的として2006年（平成18年）に事業着手され、2015年（平成27年）4月に460 mが部分開通、2016年（平成26年）11月14日に部分開通区間を含む1.790 km全線が開通した。西小千谷バイパス同様小千谷都市計画道路3・4・3西小千谷環状線の一部として建設された。なお、同区間は国道351号および国道403号の重複区間となっている。

### 重複区間

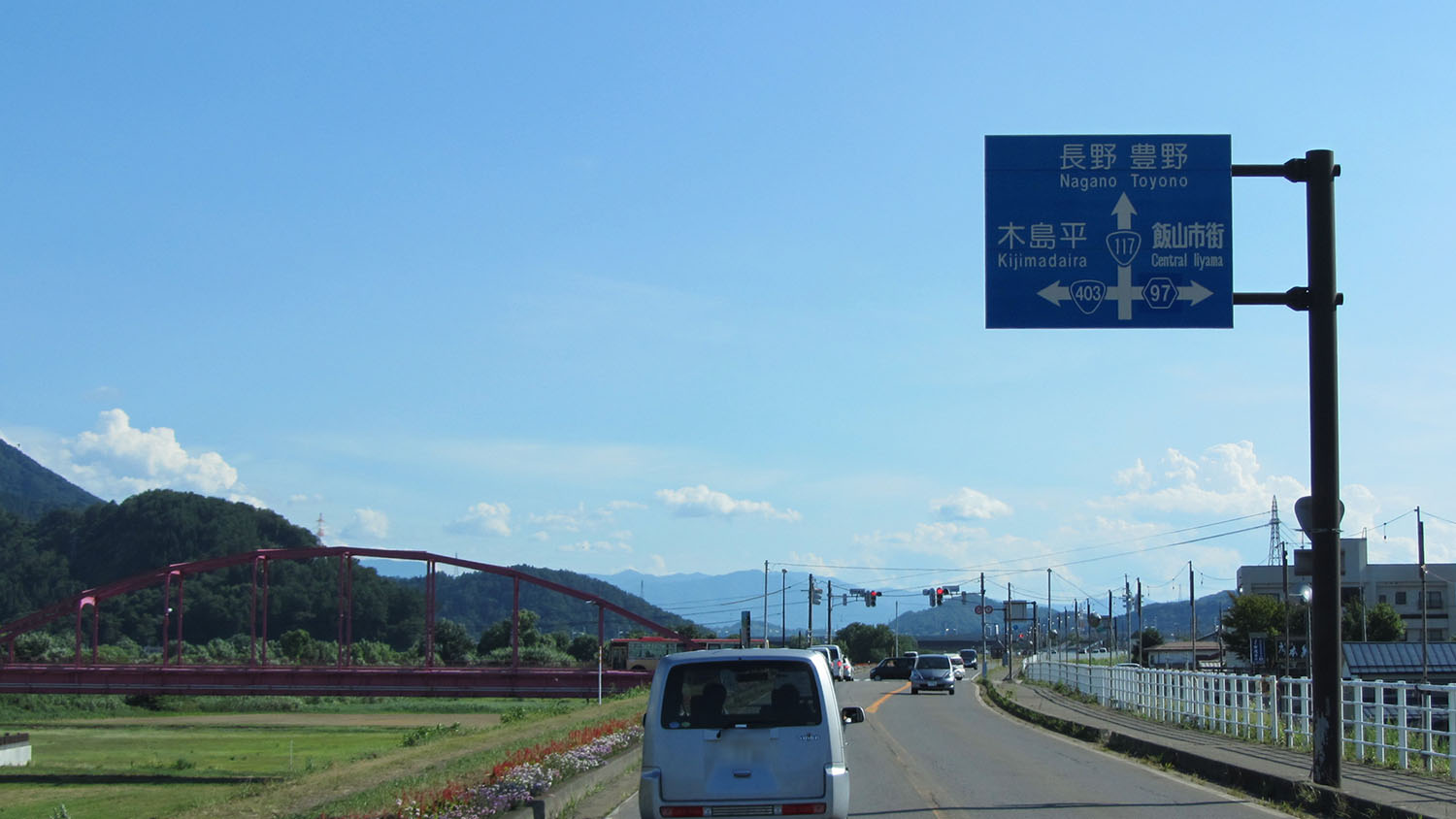
国道403号(重複区間)からの分岐
長野県飯山市飯山福寿町（2012年8月）
写真の橋は中央橋旧橋

- 国道18号（長野県長野市・大塚交差点 - 長野市・浅野交差点）
- 国道406号（長野県長野市・東和田交差点 - 長野市・柳原北交差点）
- 国道292号（長野県飯山市・伍位野交差点 - 飯山市・有尾交差点）
- 国道403号（長野県飯山市・中央橋西交差点 - 下高井郡野沢温泉村虫生）
- 国道405号（新潟県中魚沼郡津南町・大割野交差点 - 中魚沼郡津南町下船渡・津南駅入口交差点）
- 国道252号（新潟県十日町市・北原交差点 - 十日町市・下条栄町交差点）
- 国道403号（新潟県小千谷市・本町二丁目交差点 - 小千谷市・三仏生交差点（終点））
- 国道351号（新潟県小千谷市・山本山大橋西交差点 - 小千谷市・三仏生交差点（終点））

### 道路施設

#### 橋梁
- 丹波島橋（長野市・犀川）
- 蟹沢大橋（長野市）
- 豊野大橋（長野市）
- 稲沢大橋（中野市）
- 伍位野橋（中野市）
- 常盤大橋（飯山市・千曲川）
- 湯沢川大橋（下高井郡野沢温泉村・湯沢川）
- 矢垂大橋（下高井郡野沢温泉村）
- 東大滝橋（下高井郡野沢温泉村 - 下水内郡栄村・千曲川）
- 白鳥大橋（下水内郡栄村）
- 栄大橋（下水内郡栄村・中条川）
- 森大橋（下水内郡栄村）
- 宮野原橋（中魚沼郡津南町・信濃川）
- 中津川橋（中魚沼郡津南町・中津川）
- 清津大橋（中魚沼郡津南町 - 十日町市・清津川）
- 十日町高架橋（十日町市）
- 市之口橋（十日町市 - 小千谷市）
- 魚沼橋（小千谷市・信濃川）
- 山辺橋（小千谷市）

#### トンネル
- あさがみトンネル（下高井郡野沢温泉村）
- 横倉トンネル（下水内郡栄村）
- 青倉トンネル（下水内郡栄村）
- 大倉トンネル（中魚沼郡津南町・大倉バイパス）

#### 道の駅
- 長野県
  - ふるさと豊田（中野市）
  - 花の駅 千曲川（飯山市）
  - 野沢温泉（下高井郡野沢温泉村）
  - 信越さかえ（下水内郡栄村）
- 新潟県
  - クロス10十日町（十日町市）

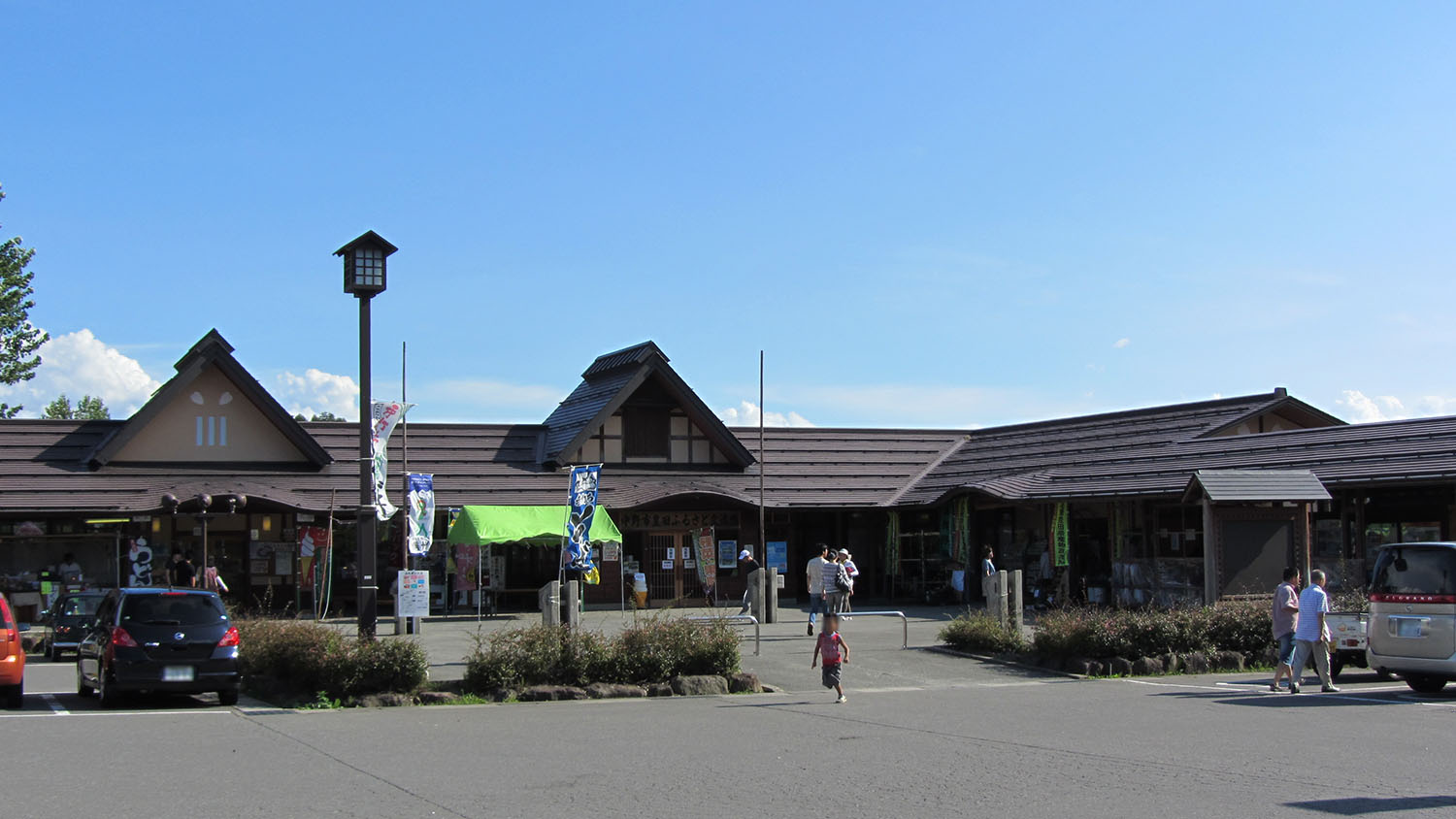
ふるさと豊田
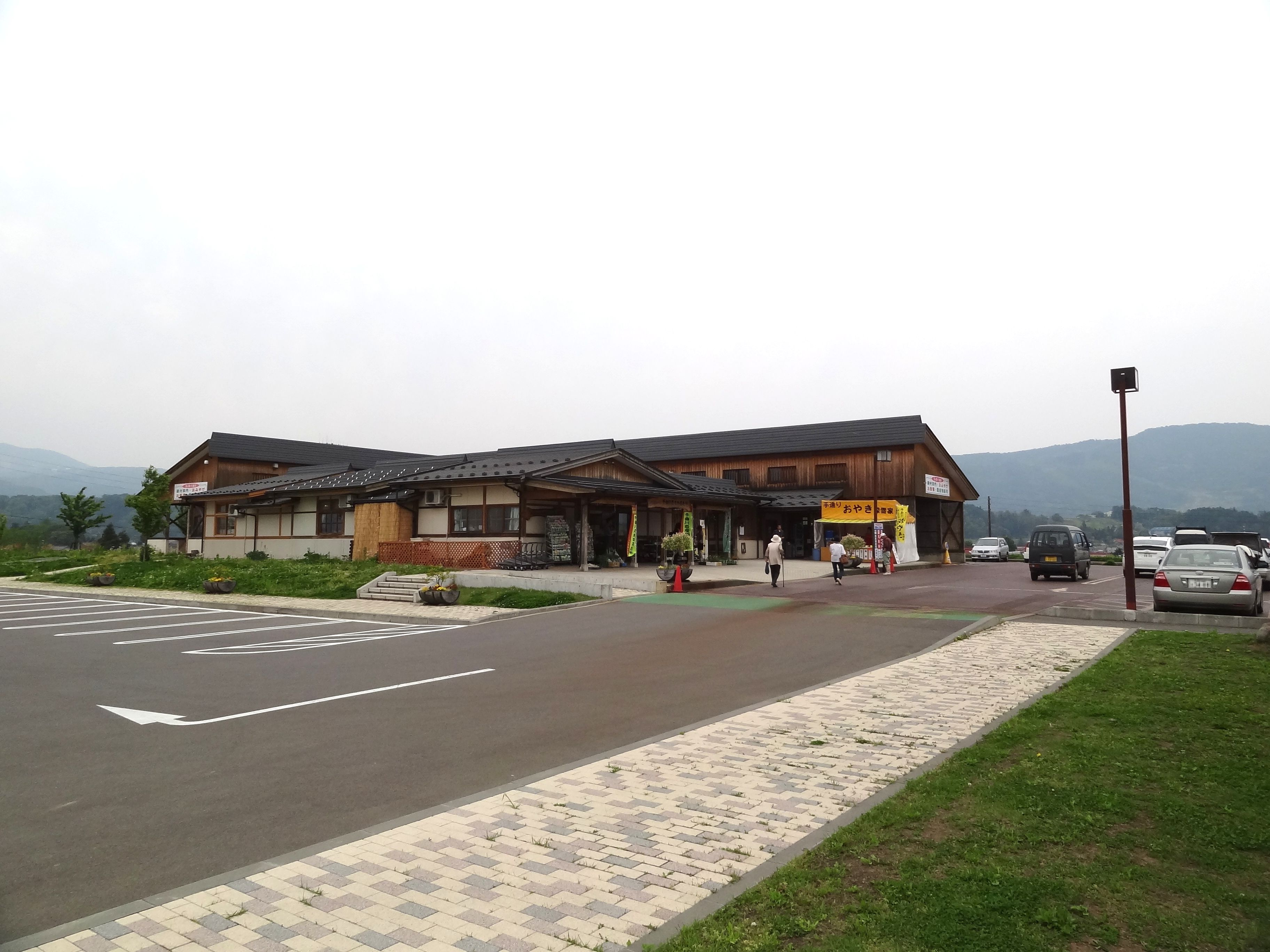
花の駅 千曲川
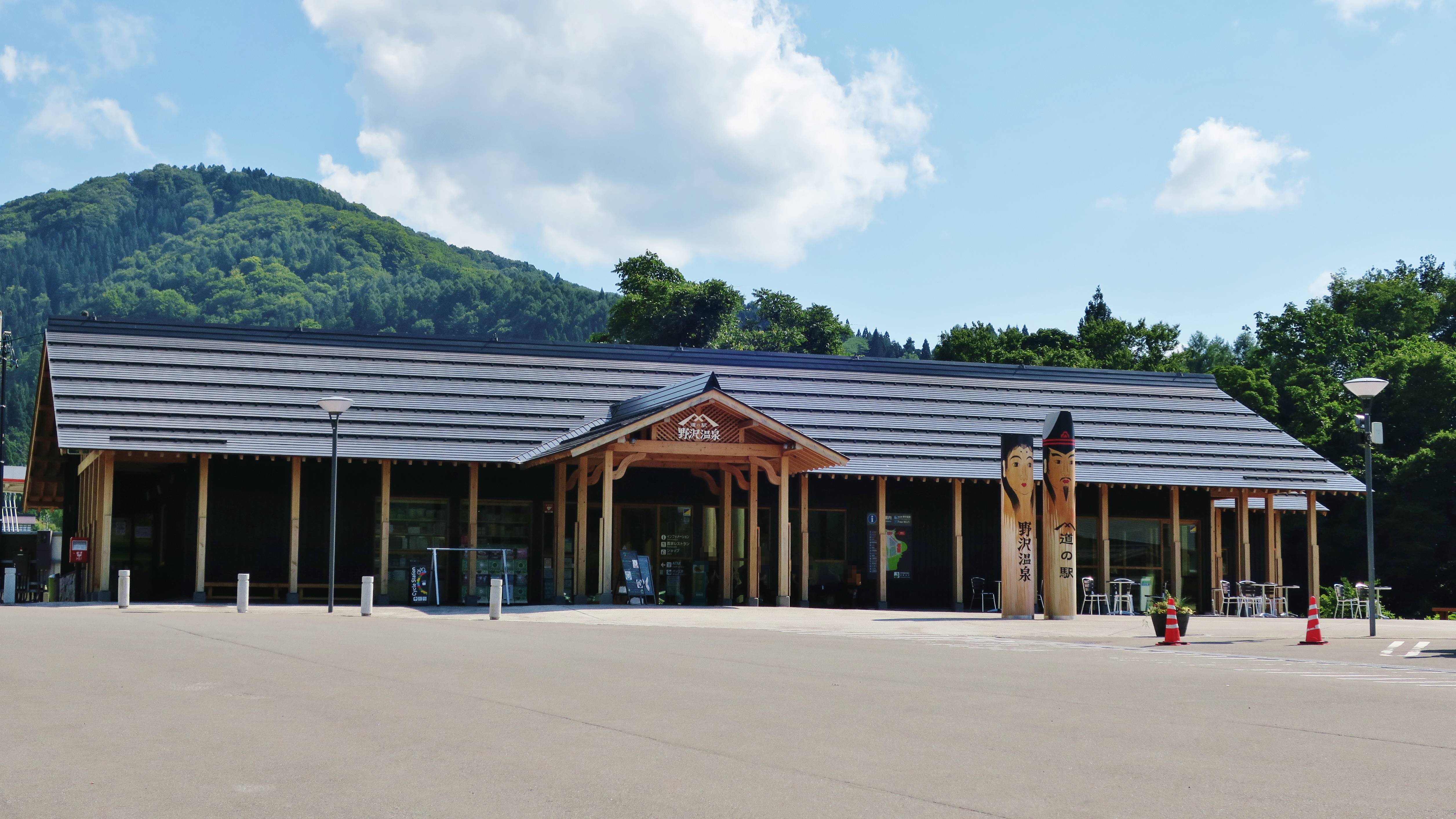
野沢温泉
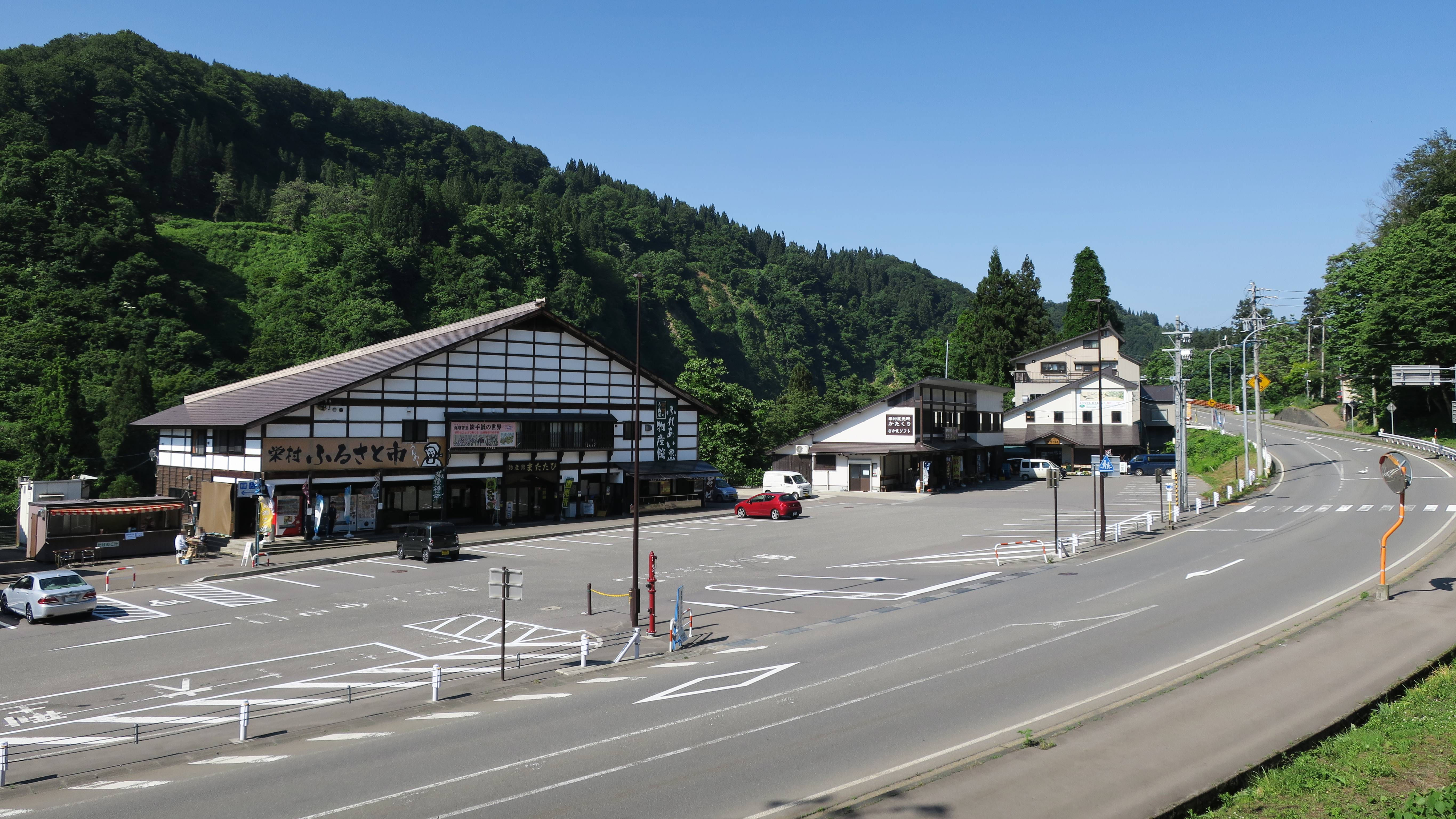
信越さかえ
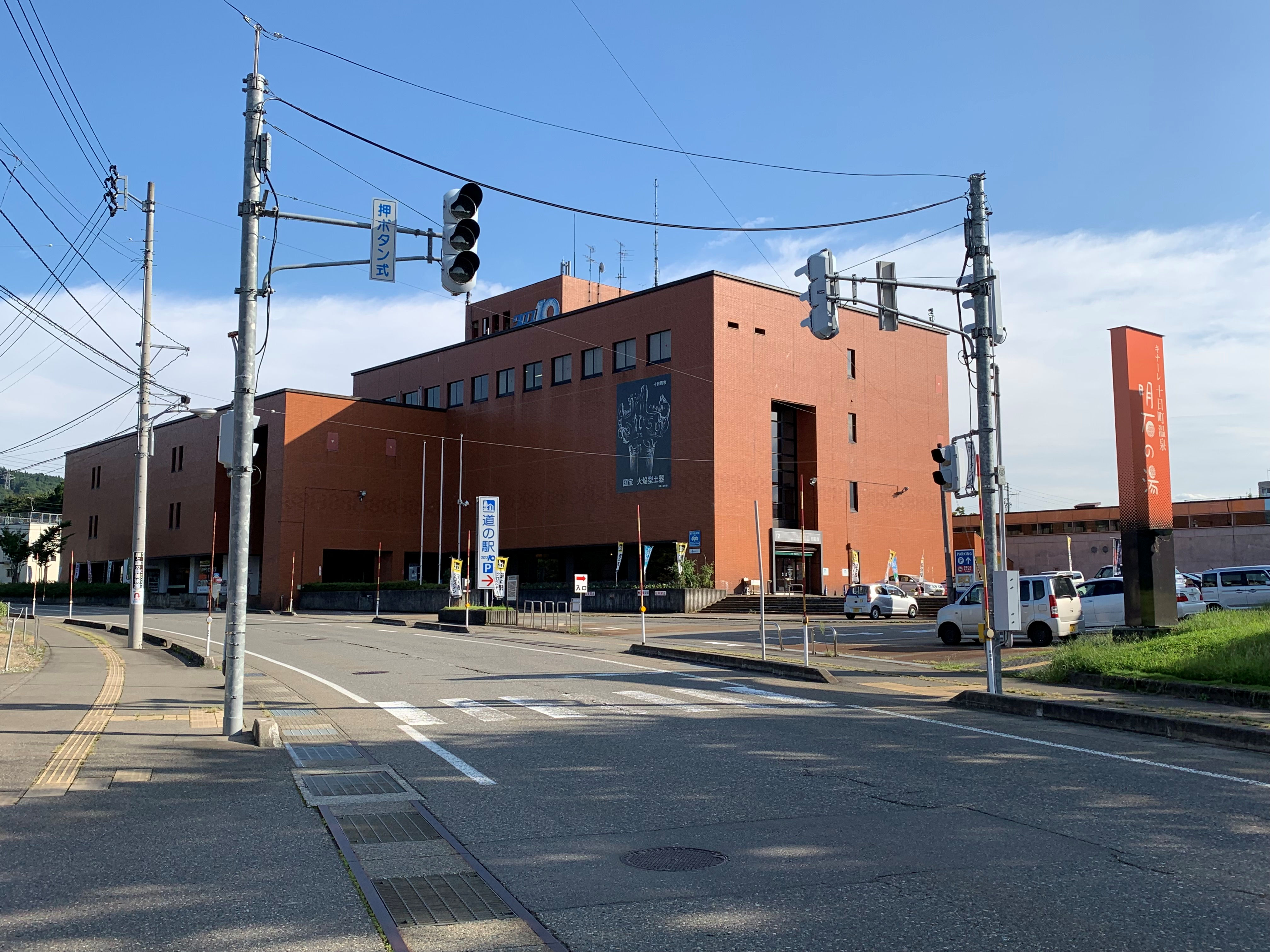
クロス10十日町

## 地理

### 通過する自治体
- 長野県
  - 長野市 - 上高井郡小布施町 - 長野市 - 中野市 - 飯山市 - 下高井郡野沢温泉村 - 下水内郡栄村
- 新潟県
  - 中魚沼郡津南町 - 十日町市 - 小千谷市 - 長岡市 - 小千谷市

### 交差する道路
- 長野県
  - 国道19号（長野市・中御所交差点）
  - 長野県道77号長野上田線（長野市・青木島交差点）
  - 長野県道35号長野真田線（長野市・下氷鉋交差点）
  - 国道18号（長野市・大塚交差点）
  - 国道18号（長野市・浅野交差点）
  - 長野県道29号中野豊野線（長野市豊野町蟹沢・立ヶ花橋西交差点）
  - E18 上信越自動車道（中野市・豊田飯山インター入口交差点・替佐〜静間バイパス - 16 豊田飯山IC）
  - 長野県道・新潟県道96号飯山妙高高原線（中野市・豊田飯山インター入口交差点・替佐〜静間バイパス）
  - 国道292号（飯山市・伍位野交差点・替佐〜静間バイパス）
  - 長野県道38号飯山野沢温泉線（飯山市・新町交差点・飯山バイパス）
  - 国道403号・長野県道・新潟県道97号飯山斑尾新井線（飯山市・中央橋西交差点・飯山バイパス）
  - 国道292号（飯山市・有尾交差点）
  - 長野県道95号上越飯山線（飯山市・有尾北交差点）
  - 国道403号（下高井郡野沢温泉村虫生）
- 新潟県
  - 国道405号（中魚沼郡津南町・大割野交差点）
  - 国道405号（中魚沼郡津南町下船渡・津南駅入口交差点）
  - 国道353号（十日町市・山崎交差点）
  - 国道253号（十日町市・山本町交差点）
  - 国道252号（十日町市・北原交差点）
  - 国道252号（十日町市・下条栄町交差点）
  - 国道351号（小千谷市・山本山大橋西交差点・西小千谷バイパス）
  - 国道403号（小千谷市・上村交差点・西小千谷バイパス）
  - 国道17号・国道351号・国道403号（小千谷市・三仏生交差点：終点）

## ギャラリー

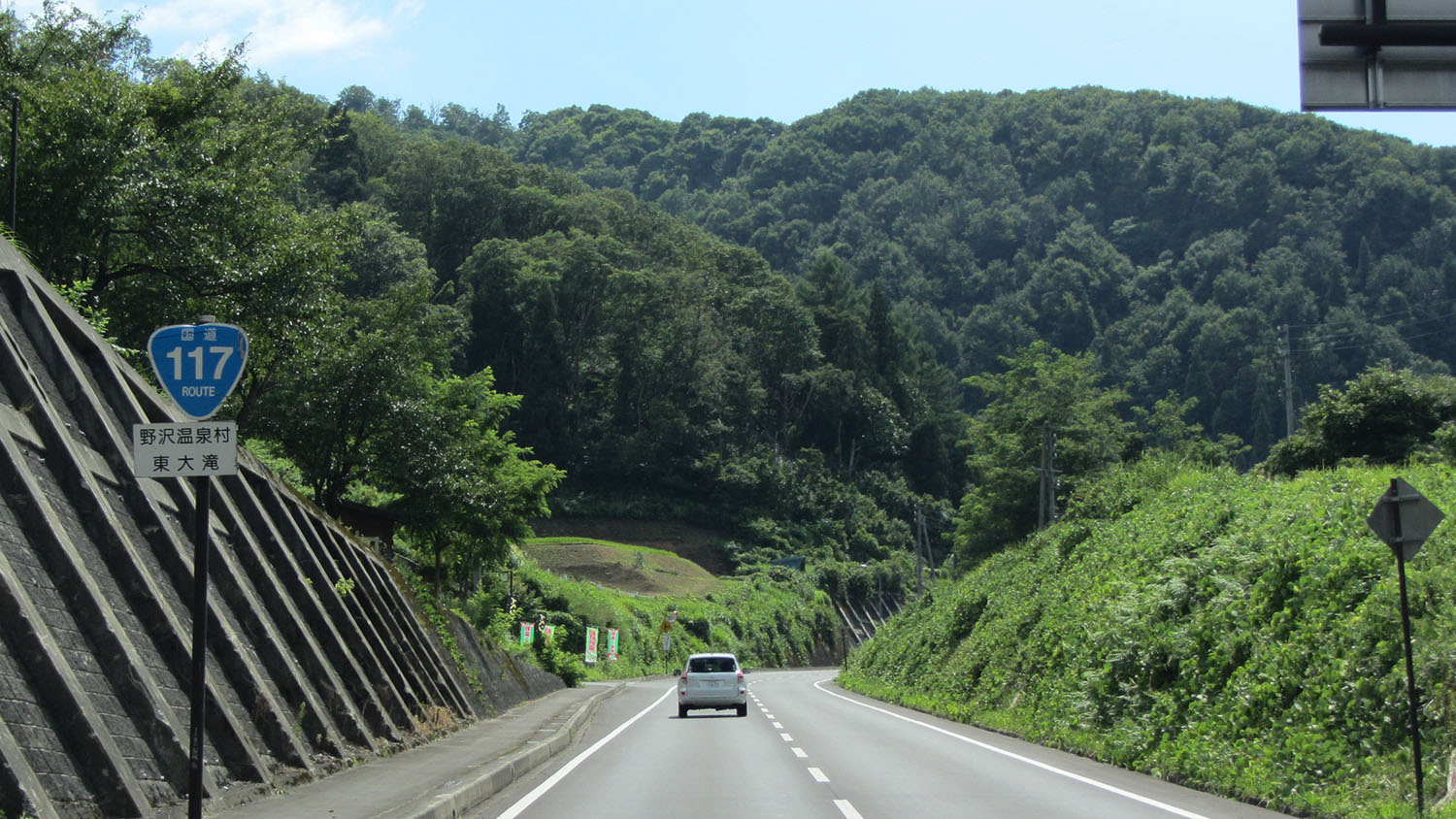
長野県下高井郡野沢温泉村
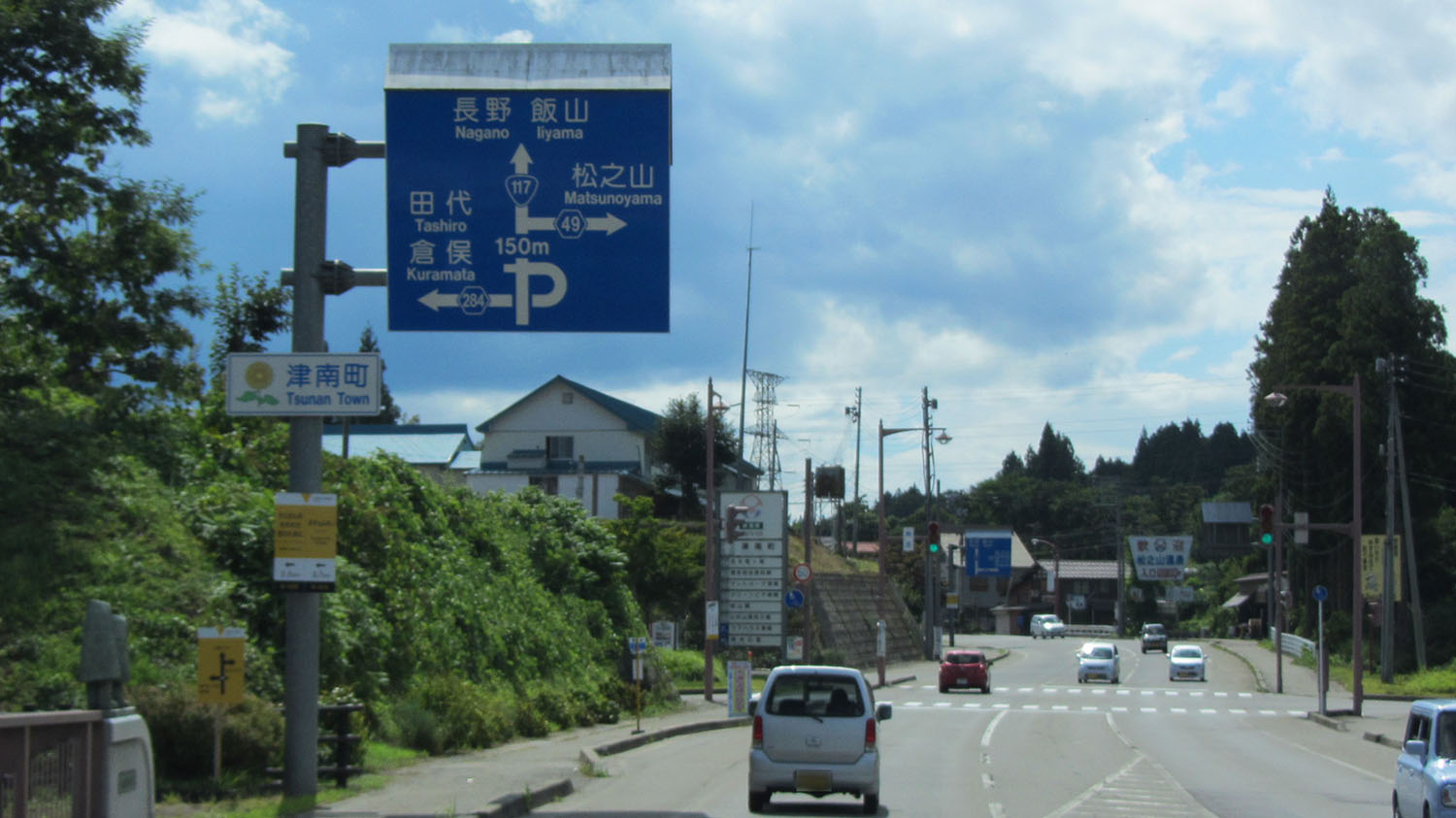
新潟県中魚沼郡津南町
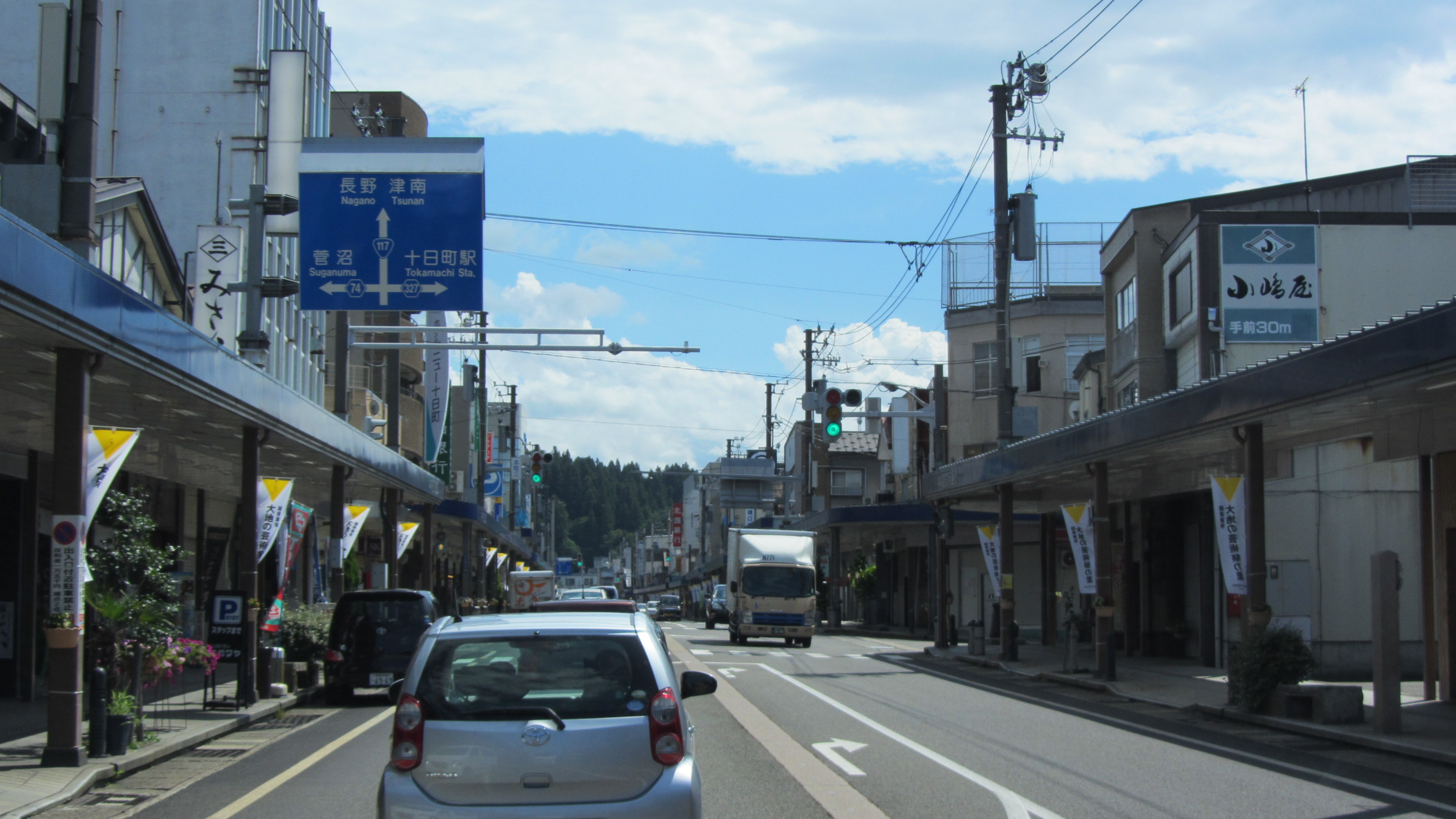
新潟県十日町市本町
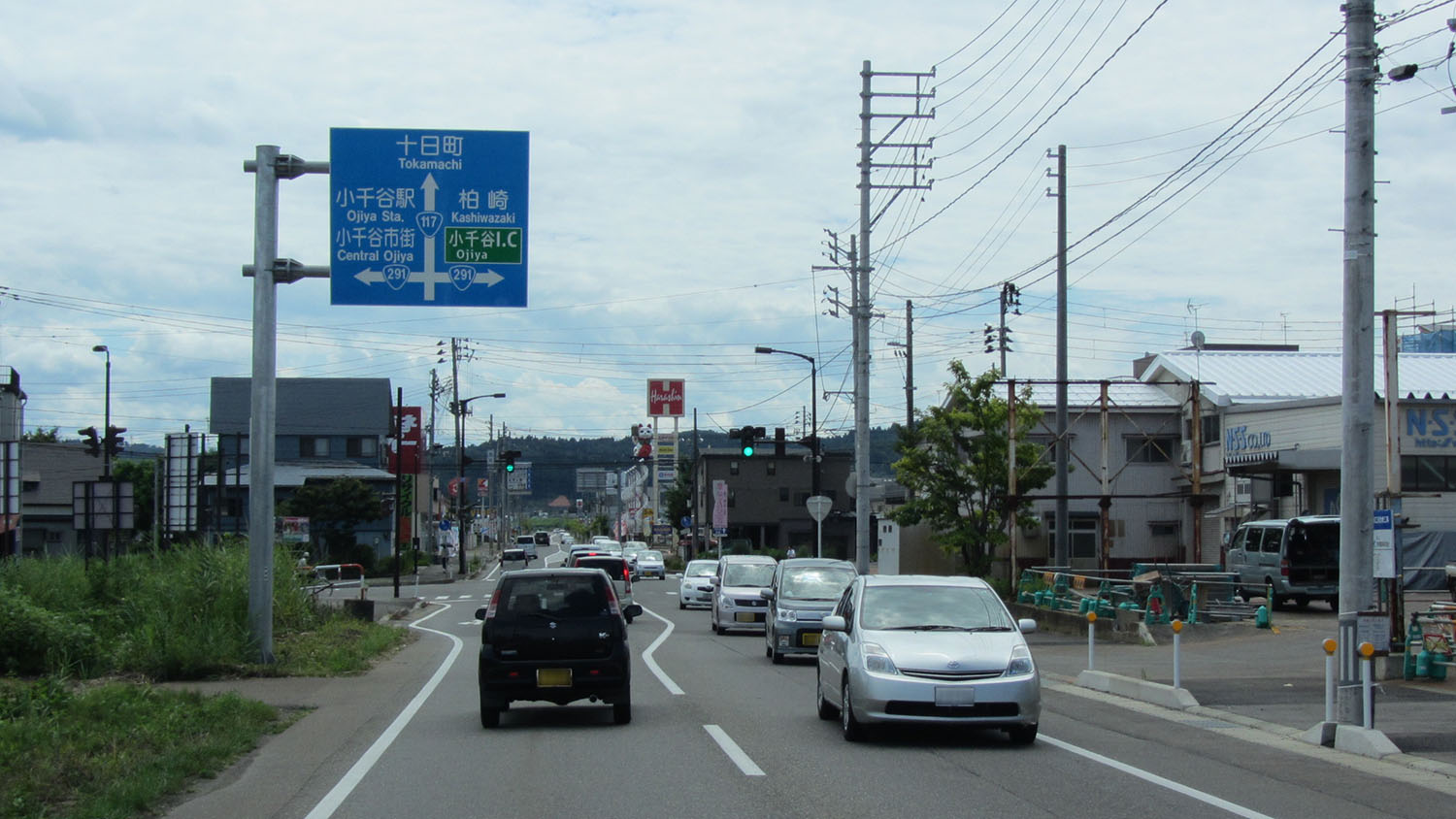
国道291号との交点 新潟県小千谷市